# Alexandre Torres
Alexandre Torres (Rio de Janeiro, 22 augustus 1966) is een voormalig Braziliaans voetballer.

## Carrière
Alexandre Torres speelde tussen 1985 en 2001 voor Fluminense, Vasco da Gama en Nagoya Grampus Eight.

## Braziliaans voetbalelftal
Alexandre Torres debuteerde in 1992 in het Braziliaans nationaal elftal en speelde 1 interland.